# Grand Parpaillon
Il Grand Parpaillon è una montagna delle Alpi Cozie (sottosezione delle Alpi del Monviso), alta 2990 m s.l.m.. Si trova in Francia, poco a nord di Barcelonnette, nei pressi dello spartiacque tra l'Ubaye e la Durance.
La montagna è attraversata da un tunnel stradale, realizzato tra il 1891 e il 1898, nell'ambito della costruzione della strada militare che univa Crévoux a La Condamine-Châtelard; il tunnel, lungo 468 m, si apre ad una quota di 2644 m s.l.m...

### Cartografia
- Cartografia ufficiale francese dell'Institut géographique national (IGN), consultabile online